# Réaction chimique
Pour les articles homonymes, voir Réaction.
Une réaction chimique est une transformation de la matière au cours de laquelle les espèces chimiques qui constituent la matière sont modifiées. Les espèces qui sont consommées sont appelées réactifs ; les espèces formées au cours de la réaction sont appelées produits. Depuis les travaux de Lavoisier (1777), les scientifiques savent que la réaction chimique se fait sans variation mesurable de la masse : « Rien ne se perd, rien ne se crée, tout se transforme », qui traduit la conservation de la masse.

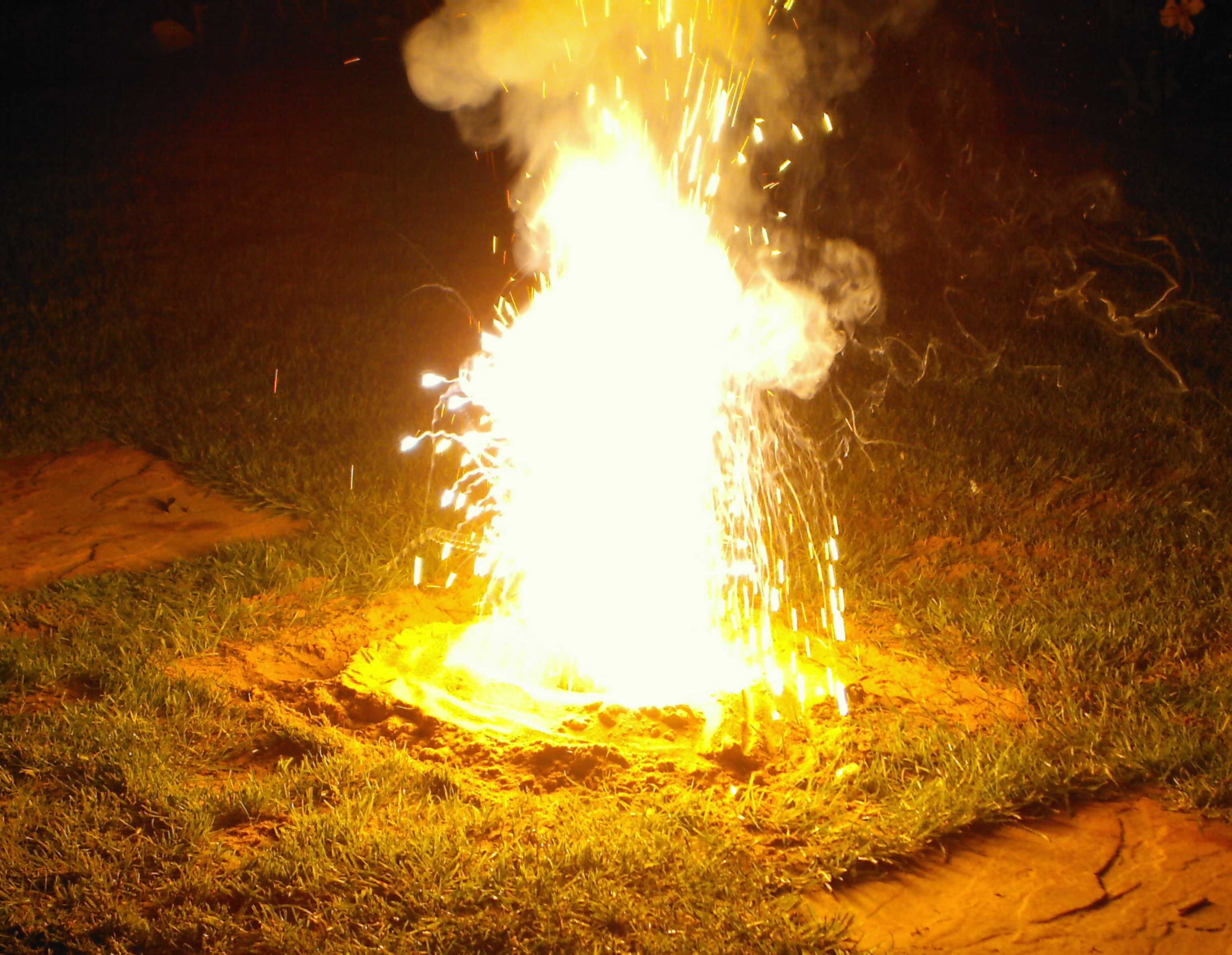
La réaction aluminothermique est une oxydo-réduction spectaculaire.

Les réactions chimiques provoquent un changement de la nature chimique de la matière. Sont donc exclues les transformations purement physiques comme les changements d'état (fusion, solidification, évaporation, ébullition, etc.), l'usure, l'érosion et la rupture. Une réaction peut dégager de l'énergie (en général sous forme de chaleur, mais aussi de la lumière), elle est alors une réaction exothermique. Elle peut nécessiter un apport d'énergie, sous forme de chaleur (donc « produire du froid ») ou de lumière, elle est alors une réaction endothermique. D'une manière générale, une réaction ne peut avoir lieu que si certaines conditions sont réunies (présence de tous les réactifs, conditions de température, de pression, de lumière). Certaines réactions nécessitent ou sont facilitées par la présence d'une substance chimique, appelée catalyseur, qui n'est pas consommée par la réaction. Classiquement, les réactions chimiques impliquent des changements qui concernent le mouvement des électrons, la formation et la rupture des liaisons chimiques. Cependant, le concept général d'une réaction chimique, en particulier la notion d'équation chimique, est aussi applicable aux transformations élémentaires des particules et des réactions nucléaires. En chimie organique, diverses réactions chimiques sont combinées dans la synthèse chimique afin d'obtenir le produit désiré. En biochimie, des séries de réactions chimiques catalysées par des enzymes forment les voies métaboliques, par lesquelles des synthèses et les décompositions d'habitude impossibles sont exécutées dans une cellule.

## Vision microscopique (au niveau atomique)

Réaction chimique : échange d'atomes entre les composés, exemple de la combustion du méthane dans le dioxygène.

La matière est composée d'atomes regroupés dans des composés chimiques, au cours d'une réaction chimique, les composés s'échangent leurs atomes ; ce faisant, la nature des composés change. Les réactions chimiques ne concernent que les changements de liaisons entre les atomes (liaisons covalentes, liaisons ioniques, liaisons métalliques).
Pour représenter les phénomènes qui ont lieu au cours d'une réaction chimique, on écrit une équation chimique.

## Réaction chimique et énergie

Variation de l'énergie au cours de la réaction chimique, barrière énergétique et enthalpie de réaction (exemple de la combustion du méthane dans le dioxygène).

Les transformations ayant lieu lors de la réaction chimique entraînent en général une diminution de l'énergie totale. En effet, dans une molécule ou un cristal, l'« accrochage » des atomes entre eux nécessite de l'énergie, appelée énergie de liaison. Lorsque l'on rompt une liaison, on « casse » la molécule ou le cristal en « éparpillant » ses atomes. Il faut alors fournir de l'énergie. Lorsque les atomes se recombinent, ils libèrent de l'énergie en formant de nouvelles liaisons. À la fin de la réaction, l'énergie stockée dans les liaisons des produits de réaction est plus faible que celle qui était stockée dans les liaisons des réactants.
Au cours de la réaction, il y a un stade où les anciennes liaisons sont rompues et les nouvelles ne sont pas encore créées. C'est un état où l'énergie du système est élevée, un état transitoire qui constitue une véritable barrière à la réaction. L'amorçage de la réaction consiste tout simplement à faire franchir cette barrière énergétique, appelée énergie d'activation.
Si l'on considère une réaction s'effectuant à la température T et à pression constante, ce qui est le lot des réactions effectuées à l'air libre, on mesure l'énergie du système réactionnel par la fonction enthalpie H. La différence d'enthalpie associée à l'équation de réaction, appelée enthalpie de réaction {\displaystyle \Delta _{\mathrm {r} }\mathrm {H} }, permet de déterminer la variation de l'énergie du système après réaction. Elle s'exprime le plus souvent par un transfert thermique avec le milieu extérieur.
L'étude de l'aspect énergétique des réactions chimiques est la thermochimie.
L'état d'un système chimique est caractérisé par :
- les grandeurs physiques température et pression ;
- les espèces chimiques qui le constituent, ainsi que leur état physique (solide (s), liquide (l), gaz (g), dissous (aq)) et leur quantité de matière.

## Vitesse de réaction
L'étude de l'énergie du système (thermochimie) permet de savoir si une réaction peut se produire ou non, quelle énergie initiale il faut fournir pour franchir la barrière. Mais il y a un autre paramètre important : la vitesse de réaction.
La vitesse de réaction est la mesure de la modification avec le temps des concentrations ou/et pressions des substances engagées dans cette réaction. L'analyse des vitesses de réaction est importante pour beaucoup d'applications comme l'ingénierie chimique ou l'étude des équilibres chimiques.
La vitesse de réaction dépend de :
- la concentration des réactifs : une plus grande concentration augmente la possibilité de collision entre les molécules et ainsi augmente la vitesse de réaction ;
- la surface disponible pour le contact entre les molécules spécialement du solide dans les systèmes hétérogènes. Une plus grande surface produit une plus grande vitesse de réaction ;
- la pression, qui en augmentant, diminue le volume et donc la distance entre les molécules. Cela augmente la fréquence des collisions des molécules ;
- l'énergie d'activation qui est définie comme la quantité d'énergie nécessaire pour que la réaction débute et s'entretienne spontanément ;
- la température qui en s'élevant active la réaction augmentant l'énergie des molécules et créant plus de collisions par unité de temps ;
- l'absence ou la présence d'un catalyseur qui modifie le mécanisme de la réaction qui, à son tour, augmente la vitesse de la réaction abaissant l'énergie d'activation nécessaire. Un catalyseur n'est pas détruit durant la réaction ;
- pour certaines réactions, la présence de radiations électromagnétiques, spécialement les radiations ultraviolettes, sont nécessaires pour briser des liaisons pour commencer la réaction.

Notons que certaines réactions ne dépendent pas de la concentration des réactifs.

## Réaction chimique au laboratoire
Dans un laboratoire, mener une réaction chimique implique de :
- Préparer la réaction et calculer les quantités ;
- Mener la réaction à la température souhaitée ;
- Neutraliser le milieu réactionnel si nécessaire ;
- Traiter le brut réactionnel ;
- Purifier le mélange pour obtenir, si possible, le composé souhaité.

## Exemples
Parmi les réactions chimiques les plus courantes, citons :
- la respiration, la fermentation lactique et la fermentation alcoolique qui permettent aux organismes de produire de l'énergie ;
- la sécrétion de produits par les organes (larmes, sueurs, salive, sucs gastriques, hormones, etc.), l'action de ces sécrétions ;
- la combustion (entre autres dans les moteurs à explosion et les chaudières), le feu ;
- la cuisson des aliments, les brûlures ;
- la corrosion de la matière (par exemple la rouille) ;
- la photosynthèse chlorophyllienne qui permet aux plantes de régénérer le dioxygène de l'air en récupérant le dioxyde de carbone ;
- la dissolution des métaux par un acide ;
- la révélation des photographies argentiques ;
- la fabrication d'électricité par les piles, le stockage et la libération d'électricité par les batteries et accumulateurs ;
- l'élaboration des métaux à partir des minerais (métallurgie) ;
- la fabrication de l'essence, des huiles et des plastiques à partir du pétrole ;
- la fabrication des produits d'entretien : savon (réaction de saponification), eau de Javel, acide chlorhydrique, soude caustique, ammoniaque ;
- la fabrication d'engrais, pesticides, produits phytosanitaires ;
- la fabrication des médicaments ;
- la vinification, la transformation alcool → acide éthanoïque (vinaigre) ;
- le « virage au vert » de l'alcootest ;
- la pollution à l'ozone à partir des polluants atmosphériques ;
- la destruction de l'ozone par les chlorofluorocarbures (CFC) (réfrigérants…).

## Classification
Il existe une très grande variété de réactions chimiques, mais on peut identifier des « familles » de réactions. Quelques-unes des principales familles sont présentées ci-après, mais cette liste n'est pas exhaustive, et une réaction chimique peut appartenir simultanément à plusieurs de ces familles.
- réaction acido-basique, qui implique un transfert de proton H+ depuis un acide (qui cède H+) vers une base (qui capte H+)

NH4+(aq) + HO−(aq) → NH3(g) + H2O(l)
- réaction d'oxydoréduction, au cours de laquelle on observe le transfert d'un ou plusieurs électrons depuis un réducteur vers un oxydant :

Fe(s) + Cu2+(aq) → Fe2+(aq) + Cu(s)
- combustion, cas particulier de réaction d'oxydoréduction au cours de laquelle un combustible réagit avec un comburant (généralement le dioxygène) avec un important dégagement de chaleur (réaction fortement exothermique).

CH4+ 2 O2 → CO2 + 2 H2O (combustion complète du méthane)

H2 + F2 → 2HF (combustion explosive du dihydrogène dans le difluor)
- réaction organique, impliquant des composés organiques (molécule possédant au moins un atome de carbone (C) lié à un atome d'hydrogène (H)) ; les réactions organiques peuvent être classées par mécanisme (réaction d'addition, de substitution, d'élimination, d'oxydoréduction, de réarrangement…) ou par groupe fonctionnel (réactions des alcools, des acides carboxyliques, des cétones…)
- synthèse totale d'un composé chimique à partir de corps simples :

N2 + 3 H2 → 2 NH3
- décomposition chimique dans laquelle un composé est scindé en espèces plus simples ; les décompositions peuvent être classées en fonction de la nature du phénomène qui les provoque : électrolyse, thermolyse, pyrolyse, radiolyse…

2 H2O → 2 H2 + O2
- isomérisation, dans laquelle un composé chimique subit une modification structurale sans modification de sa formule brute

|                                                              | {\displaystyle \rightleftharpoons } |         |
| Glc-6-P                                                      |                                     | Fru-6-P |
| Isomérisation du glucose-6-phosphate en fructose-6-phosphate |                                     |         |
- réaction radicalaire, dans laquelle au moins un des intermédiaires réactionnels est un radical.